# Anne-Jean-Marie-René Savary
Anne Jean Marie René Savary, vévoda de Rovigo, (26. dubna 1774 v Marcq poblíž Vouziers, departement Ardennes, Francie - 2. června 1833 v Paříži) byl francouzský generál a politik, jeden z císaři Napoleonovi Prvnímu nejvěrnějších.

## Život
Savary byl třetím synem vojáka, kdysi důstojníka v sedanské pevnosti. Nikoho nepřekvapilo, když i mladý René vstoupil roku 1790 do královské armády jako prostý voják. V revolučním varu pak rychle postupoval, když se účastnil všech tažení rýnské armády pod velením slavných generálů Custinea, Pichegrua a Moreaua, a dosáhl hodnosti kapitána. Roku 1798 se účastnil Bonapartovy egyptské výpravy v hodnosti velitele praporu pod přímým velením legendárního generála Desaixe. Po návratu se stihl zúčastnit bitvy u Marenga (14. června 1800), byl povýšen na brigádního generála a velel gardovému četnictvu. Od roku 1802 vedl tajnou policii Napoleona Bonaparta. V těchto rolích velel profesionálně dokonale provedené, bleskové akci vedoucí k zatčení vévody d'Enghien v Ettenheimu (tehdy Bádensko) a jeho transportu do Paříže. Ve vévodově odsouzení a zastřelení však nebyl hlavním viníkem. Již jako divizní generál (1805) účastnil se pak bojů v tažení proti III. a IV. koalici, včetně bitvy u Slavkova (2. prosince 1805) a bitvy u Jeny (14. října 1806). Po bitvě u Pultusku (26. prosince 1806) převzal velení 5. sboru za zraněného maršála Lannese a po bitvě u Eylau (8. února 1807) tímto sborem kryl přístup k Varšavě. Této role se zhostil výborně a porazil Rusy v bitvě u Ostrolenky (16. února 1807).
Po bitvách u Heilsbergu (10. června 1807) a u Friedlandu (14. června 1807) byl Savary nobilizován s titulem vévoda z Roviga a brzy poté se stal i guvernérem Východního Pruska. Po Tylžském míru (7. července 1807) pak byl jmenován prvním vyslancem císařské Francie v Rusku a krátce pobyl v Sankt Petěrburgu (v listopadu 1807 byl nahrazen Caulaincourtem). Roku 1808 velel ve Španělsku a roku 1810 po odvolání zrádného Fouchého se stal jeho nástupcem ve funkci ministra policie. Tento post zastával až do Napoleonovy abdikace (3. června 1810 – 1. dubna 1814). Doprovázel Marii-Louisu na zámek Blois a pak se během první restaurace zcela stáhl do soukromí. Po návratu Napoleona z Elby se jako jeden z prvních hlásil opět do služby a byl jmenován pairem a vrchním velitelem četnictva. Po bitvě u Waterloo (18. června 1815) se neustále pohyboval v bezprostředním okolí císařově a byl jeho ochráncem, tajemníkem, sekretářem i diplomatem. Doprovázel jej do přístavu Rochefort s úmyslem odjet s ním do exilu (cíl ostrov Svaté Heleny nebyl ještě znám). Byl však na palubě Bellerophonu zatčen a odvlečen na ostrov Maltu.
Roku 1816 se mu zdařil útěk do Turecka (Smyrna, dnes Izmir), kde se pokoušel s malým úspěchem věnovat obchodu. Roku 1817 odjel do Rakouska, aby mohl intenzivně bojovat za revokaci pařížského procesu, který jej v nepřítomnosti 26. prosince 1816 odsoudil k trestu smrti za roli při popravě vévody d'Enghien. V Rakousku sídlil v Grazu (Štýrský Hradec) a byl sledován policií. V červnu 1818 se mu zdařil návrat do Smyrny, odkud se dobrovolně vrátil do Paříže a v novém soudním procesu byl osvobozen. Přes své přání, aby mohl opět vstoupit do armády, zůstal mimo službu a od roku 1823 žil v Římě. Až králem Ludvíkem Filipem byl 1. prosince 1831 jmenován velitelem armády v Alžírsku. V této funkci sice slavil určité vojenské úspěchy a s nadšením podporoval kolonizaci, ale zdravotní problémy jej přiměly roku 1833 k rezignaci a návratu do Paříže, kde téhož roku zemřel.
René Savary byl schopným vojákem i dobrým ministrem, ale ze všech vlastností vynikala především jeho neintrikující věrnost císaři Napoleonovi, kterou projevil ve všech dobách a ve všech funkcích, které zastával a která byla známa již jeho okolí i Napoleonovi samému. Patří k nejsvětlejším osobnostem napoleonské legendy.